# Benjamin Boukpeti
Benjamin Kudjow Thomas Boukpeti (Lagny-sur-Marne, 4 de agosto de 1981.) é um atleta francês de canoagem que compete pelo Togo e é o único medalhista olímpico do país
Foi vencedor da medalha de bronze em slalom K-1 em Pequim 2008.